# Synistovalgus bifasciatus
Synistovalgus bifasciatus är en skalbaggsart som beskrevs av Ernst Gustav Kraatz 1897. Synistovalgus bifasciatus ingår i släktet Synistovalgus och familjen Cetoniidae. Inga underarter finns listade i Catalogue of Life.